# Pompe à palettes
Pour les articles homonymes, voir Pompe (homonymie).

Pompe à palettes à excentrique

La pompe à palettes est une pompe rotative dont le rotor est muni de plusieurs lames (les palettes) qui coulissent radialement et assurent le transfert du fluide pompé.
La pompe à palettes est une pompe de transfert volumétrique. Elle est constituée par un corps en fonte à l'intérieur duquel se trouve un stator (fixe) et un rotor en acier qui tourne tangentiellement au stator. Solidaires du rotor, les palettes peuvent coulisser et sont maintenues en contact avec les parois du stator par un jeu de ressorts et la force centrifuge.
En oléohydraulique, elles sont généralement du type équilibré, soit 2 aspirations et 2 refoulements par corps et peuvent monter à plus de 300 bars.
C'est aussi une des solutions retenues pour les compresseurs de climatisation des véhicules automobiles ou des avertisseurs sonores à trompe. On les utilise aussi comme pompe à vide dans de nombreux domaines, dont le médical.
Un principe analogue a inspiré plus tard le moteur Wankel.

## Principe de fonctionnement
La pompe à palettes est une pompe de transfert volumétrique. Elle est constituée par un corps en fonte à l'intérieur duquel se trouve un stator (fixe) et un rotor en acier qui tourne tangentiellement au stator. Les palettes peuvent coulisser dans les rainures du rotor et sont maintenues en contact avec les parois du stator par un jeu de ressorts et la force centrifuge. Les dernières générations permettant d'atteindre des pressions de l'ordre de 320 bar ont une compensation de l'effort des palettes sur la face intérieure du stator par équilibrage hydrostatique sous les palettes, la force d'appui est proportionnelle à la pression de refoulement grâce à des canaux dans le rotor qui permet de transmettre sous les palettes la pression de refoulement.
La génératrice de tangence rotor-stator divise le corps de la pompe en trois parties notées I, II et III. Le domaine I est relié à l'enceinte à vide par une canalisation G ; le domaine III est en liaison avec l'atmosphère par une soupape A recouverte d'un bain d'huile qui assure l'étanchéité de A et la lubrification des parties mobiles. Lorsque l'espace I d'admission est en expansion, l'espace II qui est clos sera en expansion, puis en compression. Lorsque la pression en III sera supérieure à la pression de la soupape, celle-ci sera soulevée et les gaz refoulés.
Particularité géométrique : comme le stator cylindrique (ou ovale) a un rayon de courbure supérieur à celui du rotor, les 2 surfaces (rotor - stator) ne peuvent se rapprocher parfaitement au point haut, comme le fait le piston dans son cylindre. Dans le cas des liquides incompressibles, cette limitation est mineure (recirculation neutre d'un petit volume de liquide), mais elle se traduit par un taux de compression faible avec les gaz compressibles et réduit l'efficacité des projets de moteurs à palettes à combustion. Notons que la Quasiturbine est un cas limite avec des palettes à débattement imperceptibles, dont les surfaces du rotor et du stator peuvent se marier exactement l'une contre l'autre pour produire un taux de compression élevé.

## Caractéristiques générales
- Pression de fonctionnement entre 100 bar et 320 bar si le rotor est équilibré (Fabricant : Denison Hydraulics) ;
- Température de fonctionnement de −18 à 100 °C ;
- Avantage principal de cette technologie, rapport rendement/prix très favorable et faible niveau sonore ;
- Fréquence de rotation de 600 tr/min à 3 000 tr/min (si le rotor est équilibré) ;
- Viscosité cinématique du fluide de 10 mm2/s à 800 mm2/s ;
- Rendement global {\displaystyle 0.7<\eta _{gl}<0.8\,}.
- Fluides utilisés :
  - Esters phosphatés ;
  - Esters organiques ;
  - Eau glycol ;
  - Huile minérale.
- Domaines d'application :
  - Assistance de direction (automobile) ;
  - Climatisation ;
  - Alimentation de gazole (moteur Diesel) ;
  - Matériel de travaux publics ;
  - Machines pour injection plastique ;
  - Presses hydrauliques.
  - Bennes à ordures ;
  - Peut-être utilisé comme pompe à vide (vide allant alors jusqu'à 1 mbar).

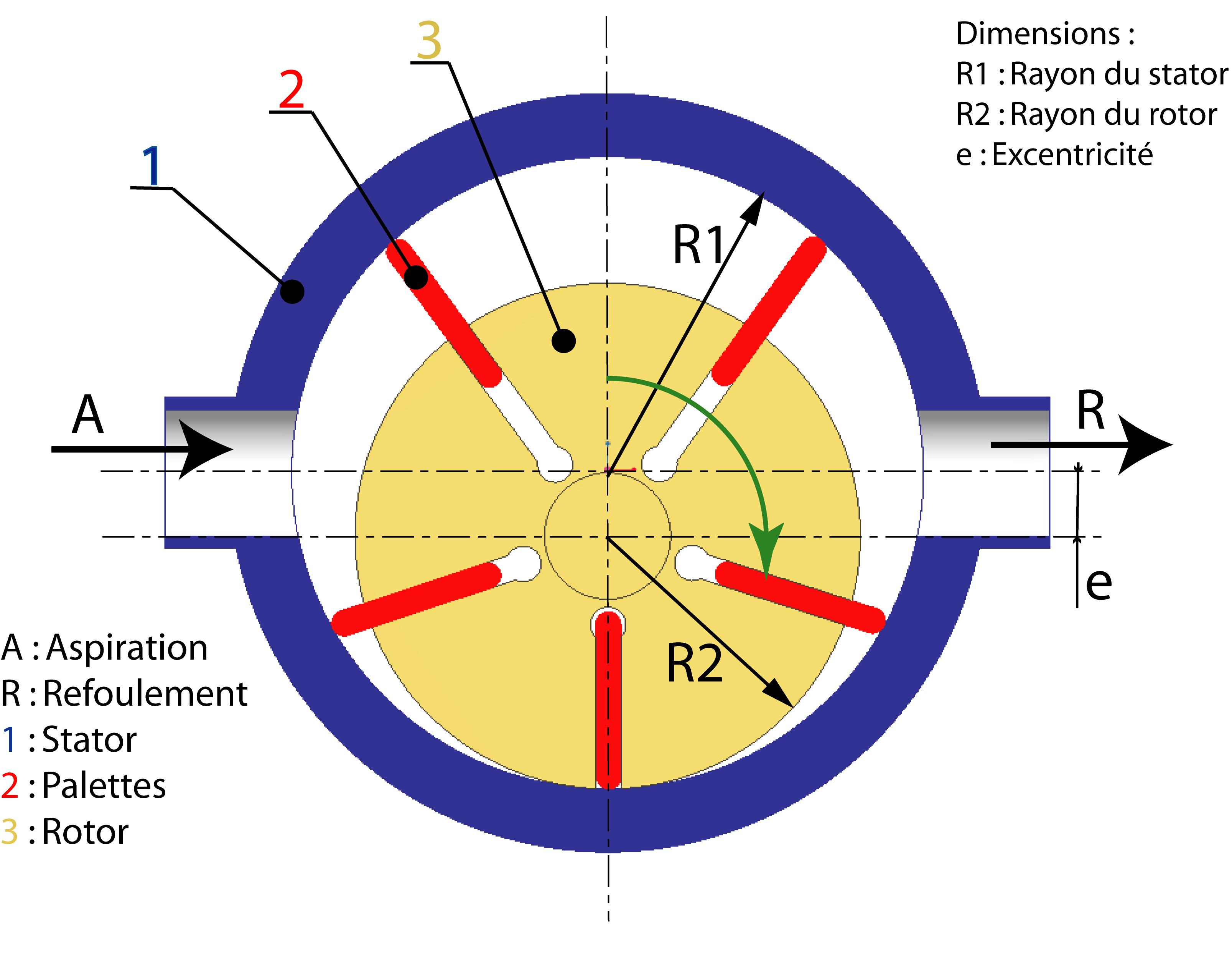
Schéma d'une pompe à palettes à excentrique.
Remarque : on a

## Pompe à palettes à excentrique
Pour ce type de pompe à palettes, le rotor et le stator ont une section circulaire mais leur axe est excentré. Un dispositif supplémentaire peut faire varier la valeur de l'excentricité, la pompe est alors à cylindrée variable.
Ce dispositif de réglage peut être commandé par la pression de refoulement, la cylindrée devenant nulle si cette pression devient trop élevée on parle alors de pompes à annulation de débit.
- Calcul de la cylindrée Ve' (en cm³/tr) :

Pour une pompe à n palettes disposées régulièrement, c’est-à-dire décalées d'un angle de {\displaystyle \left({\frac {2.\pi }{n}}\right)\,}

{\displaystyle Ve'\approx 4\cdot b\cdot n\cdot e\cdot R_{1}\cdot \sin \left({\frac {\pi }{n}}\right)\,}
avec :
b longueur des palettes en centimètre ;
e excentricité en centimètre ;
R1 rayon du stator en centimètre.
Cette formule n'est pas exacte car l'épaisseur des palettes est négligée.

## Pompe à palettes à cames

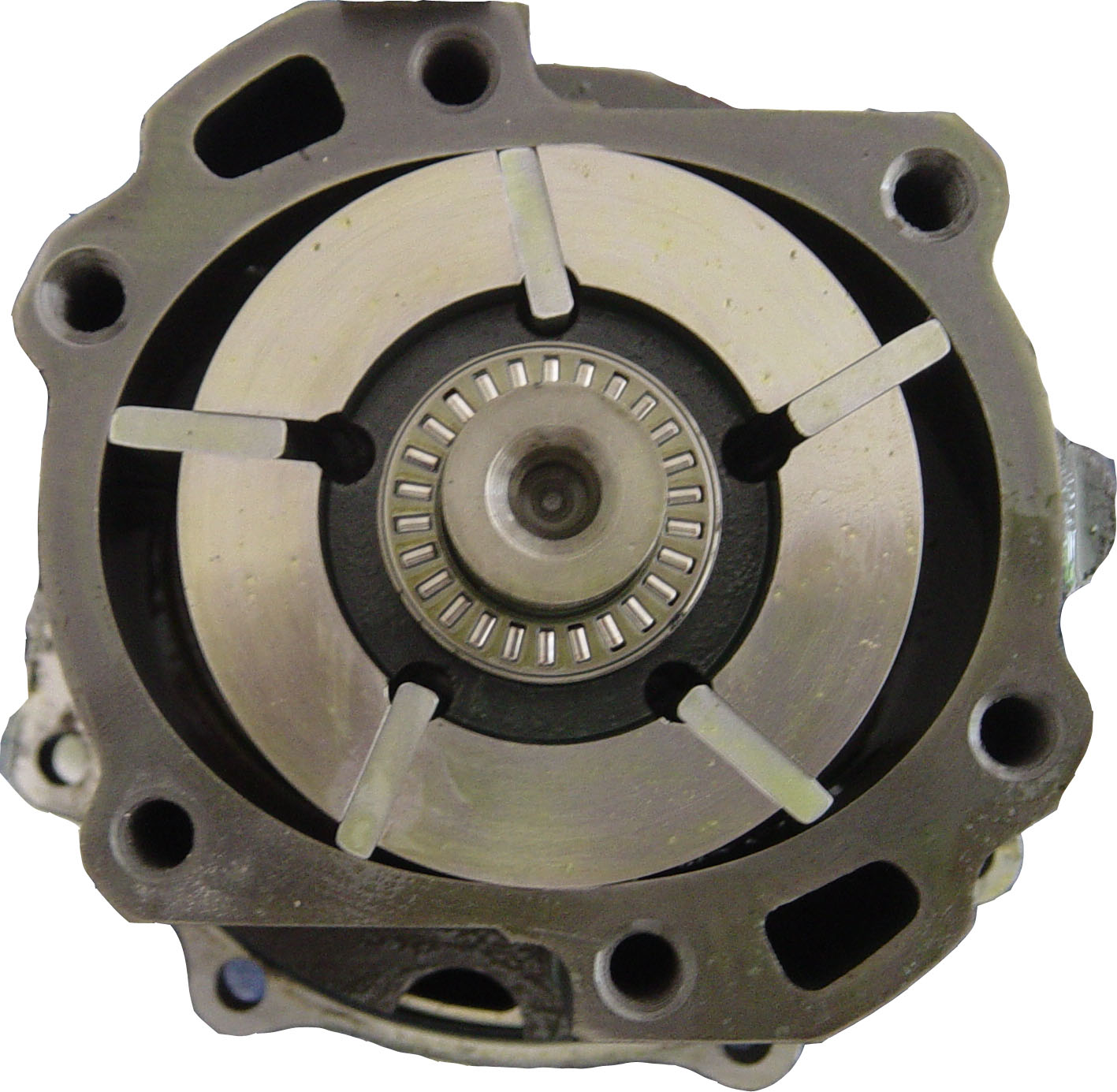
Pompe à palettes à came du climatiseur d'une BMW Série 7.

La variation de volume est dans ce cas obtenue par la forme intérieure du stator ; la cylindrée est alors constante sauf disposition particulière.
Dans le cas de la pompe sur la photo ci-contre, la forme du stator crée deux chambres distinctes symétriques. Cette symétrie permet d'équilibrer les efforts sur le rotor.

## Pompes à deux étages
Elle est constituée de deux pompes associées en série dans un même bâti. Elle permet d'obtenir une pression limite environ dix fois plus petite que celle d'une pompe à un seul étage. En effet, dans les pompes à un étage, l'huile se trouvant au contact avec l'atmosphère extérieure absorbe de l'air et le libère partiellement lors de la rotation des palettes du côté aspiration, augmentant ainsi la pression limite.;

## Lest d'air
Lorsqu'une pompe travaille à une pression d'aspiration de {\displaystyle 10^{-1}} mbar, le taux de compression (rapport de la pression de refoulement à la pression d'aspiration) de la pompe est d'environ {\displaystyle 10^{4}}. Des vapeurs facilement condensables peuvent être présentes dans l'enceinte à vide, par exemple de la vapeur d'eau ou des vapeurs de fluides qui ont servi lors du nettoyage des canalisations (acétone, alcool, ...). Si, au moment de la compression, la pression partielle d'une de ces vapeurs atteint la pression de vapeur saturante, elle se liquéfiera et s'émulsionnera à l'huile. Il en résulte que le vide ne s'améliore pas. Le lest d'air consiste à introduire dans la chambre de compression, par l'intermédiaire d'un robinet d'ouverture réglable placé sur le corps de la pompe, de l'air sec. On augmente ainsi la pression totale dans la chambre de compression et la soupape se soulève pour une position des palettes délimitant un volume de compression plus grand. Il en résulte un abaissement de la pression partielle des vapeurs au moment de l'évacuation.